# La Sagesse des mythes
La Sagesse des mythes (' La saviesa dels mites') és una sèrie de còmics francesos basats en la mitologia grega. La sèrie va ser creada pel filòsof Luc Ferry i va ser publicada per Glénat Editions des del 2016.

## Creació
El filòsof Luc Ferry va utilitzar el títol La Sagesse des mythes per a un llibre de 2008 on defensava la rellevància dels mites grecs en el món contemporani. Es va publicar en anglès l'any 2014 com a The Wisdom of the Myths.
La idea de fer una sèrie de còmics va sorgir del desig d'aportar l'última beca sobre la mitologia grega en una forma popular, ja que Ferry pensava que les presentacions populars de les històries solen contenir molts errors. Va iniciar el projecte en col·laboració amb l'editorial Glénat Editions, amb seu a Grenoble. En el llançament del projecte el 2016, 30 volums estaven en fase de planificació.
Les interpretacions de Ferry i les narracions dels mites estan influenciades per Timothy Gantz i Jean-Pierre Vernant. Totes les històries estan escrites per Ferry i convertides en manuscrits per Clotilde Bruneau. El director artístic de tota la sèrie és Didier Poli i la portada és de Fréderic Vignaux. Les imatges estan dibuixades a l'estil linia clara i l'esquema de colors està pensat per utilitzar colors associats a l'antiga Grècia.

## Volums
| Títol Traducció catalana                                                                                      | Art                                   | Color                          | Data de publicació | ISBN                   |
| --- | ------------------------------------- | ------------------------------ | ------------------ | ---------------------- |
| L'Illiade 1/3: La Pomme de discorde La Ilíada 1/3: La Poma de la Discòrdia                                    | Pierre Taranzano                      | Stambecco                      | 14 Setembre 2016   | ISBN 978-2-344-00166-0 |
| Prométhée et la boîte de Pandore Prometeu i Pandora amb la Capsa de Pandora                                   | Giuseppe Baiguera                     | Simon Champelovier             | 14 Setembre 2016   | ISBN 978-2-344-00164-6 |
| Thésée et le Minotaure Teseu i el Minotaure                                                                   | Mauro De Luca                         | Elvire de Cock                 | 2 November 2016    | ISBN 978-2-344-00170-7 |
| Jason et la toison d'or 1/3: Premières armes Jàson i el Velló d'or 1/3: Primeres armes                        | Alexandre Jubran                      | Scarlett Smulkowski            | 2 Novembre 2016    | ISBN 978-2-344-00168-4 |
| Persée et la Gorgone Méduse Perseus i les Gorgones de Medusa                                                  | Giovanni Lorusso                      | Stambecco                      | 8 Març 2017        | ISBN 978-2-344-00169-1 |
| Héraclès 1/3: La Jeunesse du Héros Hèracles 1/3: El Jove heroi                                                | Annabel Blusseau                      | Chiara Zeppegno Arancia Studio | 8 Març 2017        | ISBN 978-2-344-00167-7 |
| L'Odyssée 1/4: La Colère de Poséidon La Odissea 1/4: La còlera de Posidó                                      | Giovanni Lorusso                      | Scarlett Smulkowski            | 13 Setembre 2017   | ISBN 978-2-344-00165-3 |
| L'Illiade 2/3: La Guerre des Dieux La Ilíada 2/3: La Guerra dels déus                                         | Pierre Taranzano                      | Stambecco                      | 13 Setembre 2017   | ISBN 978-2-344-01193-5 |
| Antigone Antígona                                                                                             | Giuseppe Baiguera                     | Ruby                           | 8 Novembre 2017    | ISBN 978-2-344-01259-8 |
| La Naissance des Dieux El naixement dels Déus                                                                 | Dim DFederico Santagati               | Scarlett Smulkowski            | 8 Novembre 2017    | ISBN 978-2-344-00163-9 |
| Jason et la toison d'or 2/3: Le Voyage de l'Argo Jason i el velló d'or 2/3:: El viatge de l'Argo              | Alexandre Jubran                      | Scarlett Smulkowski            | 30 Maig 2018       | ISBN 978-2-7234-9953-8 |
| Œdipe Èdip | Diego Oddi                            | Ruby                           | 30 Maig 2018       | ISBN 978-2-344-01222-2 |
| L'Illiade 3/3: La Chute de Troi la Ilíada 3/3: La caiguda de Troia                                            | Pierre Taranzano                      | Stambecco                      | 19 Setembre 2018   | ISBN 978-2-344-02064-7 |
| Dédale et Icare Dèdal and Ícar                                                                                | Giulia Pellegrini                     | Chiara Zeppegno Arancia Studio | 19 Setembre 2018   | ISBN 978-2-344-01419-6 |
| Les Mésaventures du Roi Midas Les desventures del rei Mides                                                   | Stefano Garau                         | Ruby                           | 14 Novembre 2018   | ISBN 978-2-344-01076-1 |
| L'Illiade: Coffret Tomes 01 à 03 La Ilíada: Box Set Volumes 1 to 3                                            | Pierre Taranzano                      | Stambecco                      | 21 Novembre 2018   | ISBN 978-2-344-03185-8 |
| Jason et la toison d'or 3/3: Les Maléfices de Médée Jason i el velló d'or 3/3: Els malvats encateris de Medea | Alexandre Jubran                      | Scarlett Smulkowski            | 3 Abril 2019       | ISBN 978-2-344-02387-7 |
| Tantale et autres mythes de l'orgueil Tàntal i altres mites de l'orgull                                       | Carlos Rafael Duarte                  | Simon Champelovier             | 3 Abril 2019       | ISBN 978-2-344-01423-3 |
| Orphée et Eurydice Orfeu i Eurídice                                                                           | Diego Oddi                            | Ruby                           | 5 Juny 2019        | ISBN 978-2-344-01422-6 |
| L'Odyssée 2/4: Circé la magicienne La Odissea 2/4: Circe la bruixa                                            | Giuseppe Baiguera                     | Scarlett Smulkowski            | 4 Setembre 2019    | ISBN 978-2-344-01194-2 |
| Héraclès 2/3: Les Douze travaux Heracles 2/3: Els Dotze treballs                                              | Carlos Rafael Duarte                  | Ruby                           | 4 Setembre 2019    | ISBN 978-2-344-01192-8 |
| Jason et la toison d'or: Coffret Tomes 01 à 03 Jason i el velló d'or: Box set Volumes 1 to 3                  | Alexandre Jubran                      | Scarlett Smulkowski            | 13 Novembre 2019   | ISBN 978-2-344-03905-2 |
| Gilgamesh 1/3: Les Frères ennemis Guilgameix 1/3: Els germans enemics                                         | Pierre Taranzano                      | Stambecco                      | 13 Novembre 2019   | ISBN 978-2-344-02389-1 |
| Eros et Psyché Eros i Psique                                                                                  | Diego Oddi                            | Ruby                           | 13 Novembre 2019   | ISBN 978-2-344-01421-9 |
| L'Odyssée 3/4: La Ruse de Pénélope L'Odisea 3/4: L'astúcia de Penèlope                                        | Giuseppe Baiguera                     | Scarlett Smulkowski            | 4 Març 2020        | ISBN 978-2-344-02254-2 |
| Dionysos Dionís                                                                                               | Gianenrico Bonacorsi                  | Ruby                           | 4 Març 2020        | ISBN 978-2-344-01420-2 |
| Bellérophon et la chimère Bel·lerofont i la Quimera                                                           | Fabio Mantovani                       | Ruby                           | 9 Setembre 2020    | ISBN 978-2-344-02385-3 |
| Héraclès 3/3: L'Apothéose du demi-dieu Heracles 3/3: L'Apoteosi del Semideu                                   | Carlos Rafael Duarte                  | Ruby                           | 9 Setembre 2020    | ISBN 978-2-344-02338-9 |
| Gilgamesh 2/3: La Fureur d'Ishtar Gilgamesh 2/3: La fúria d'Ishtar                                            | Pierre Taranzano                      | Stambecco                      | 25 Novembre 2020   | ISBN 978-2-344-02384-6 |
| Héraclès: Coffret Tomes 01 à 03 Heracles: Box Set Volumes 1 to 3                                              | Annabel Blusseau Carlos Rafael Duarte | Ruby                           | 25 Novembre 2020   | ISBN 978-2-344-04491-9 |
| L'Odyssée 4/4: Le Triomphe d'Ulysse The Odyssey 4/4: El triomf d'Odisseu                                      | Giuseppe Baiguera                     | Scarlett Smulkowski            | 25 Novembre 2020   | ISBN 978-2-331-04985-9 |
| L'Odyssée: Coffret Tomes 01 à 04 L'Odissea: Box Set Volumes 1 to 4                                            | Giuseppe Baiguera Giovanni Lorusso    | Scarlett Smulkowski            | 25 Novembre 2020   | ISBN 978-2-344-04516-9 |
| Athéna Atena                                                                                                  | Carlos Rafael Duarte                  | Ruby                           | 3 Març 2021        | ISBN 978-2-723-49955-2 |
| Narcisse & Pygmalion Narcís & Pigmalió                                                                        | Diego Oddi                            | Ruby                           | 3 Març 2021        | ISBN 978-2-344-03841-3 |
| Les Guerres de Zeus Les guerres de Zeus                                                                       | Carlos Rafael Duarte                  |                                | 8 Setembre 2021    | ISBN 978-2-331-05232-3 |
| Sisyphe & Asclépios Sísif & Asclepi                                                                           | Gianenrico Bonacorsi                  |                                | 8 Setembre 2021    | ISBN 978-2-331-05233-0 |
| Apollon Apol·lo                                                                                               | Luca Erbetta                          |                                | 1 Decembre 2021    | ISBN 978-2-344-04274-8 |
| Les Enfers: Au royaume d'Hadès L'Inframon: En el regne de les Hades                                           | Diego Oddi                            | Ruby                           | 1 Decembre 2021    | ISBN 978-2-723-49954-5 |
| Aphrodite 1/2: Née de l'écume Afrodita 1/2: Nascuda de l'escuma                                               | Giuseppe Baiguera                     |                                | 23 Març 2022       | ISBN 978-2-344-04396-7 |
| Gilgamesh 3/3: La Quête de l'immortalité Gilgamesh 3/3: La recerca de la immortalitat                         | Pierre Taranzano                      |                                | 23 Març 2022       | ISBN 978-2-344-02386-0 |
| Les Amours de Zeus Els amors de Zeus                                                                          | Carlos Rafael Duarte                  |                                | 8 Juny 2022        | ISBN 978-2-344-04085-0 |

Prométhée et la boîte de Pandore, Thésée et le Minotaure, Persée et la Gorgone Méduse, Antigone, La Naissance des dieux, Tantale et autres mythes de l'orgueil i Orphée et Eurydice també han estat reeditades a través del club de lectura.